# Rue Navier
Pour les articles homonymes, voir Rue Navier (homonymie).
La rue Navier est une voie du 17e arrondissement de Paris, en France.

## Situation et accès
La rue Navier est une voie publique située dans le 17e arrondissement de Paris. Elle débute au 121, avenue de Saint-Ouen et se termine au 66, rue Pouchet.
Elle est parallèle à la rue Jacques-Kellner. Toutes deux encadrent les anciennes voies du chemin de fer de la Petite Ceinture.
Le quartier est desservi par la ligne 13 à la station Porte de Saint-Ouen.

## Origine du nom

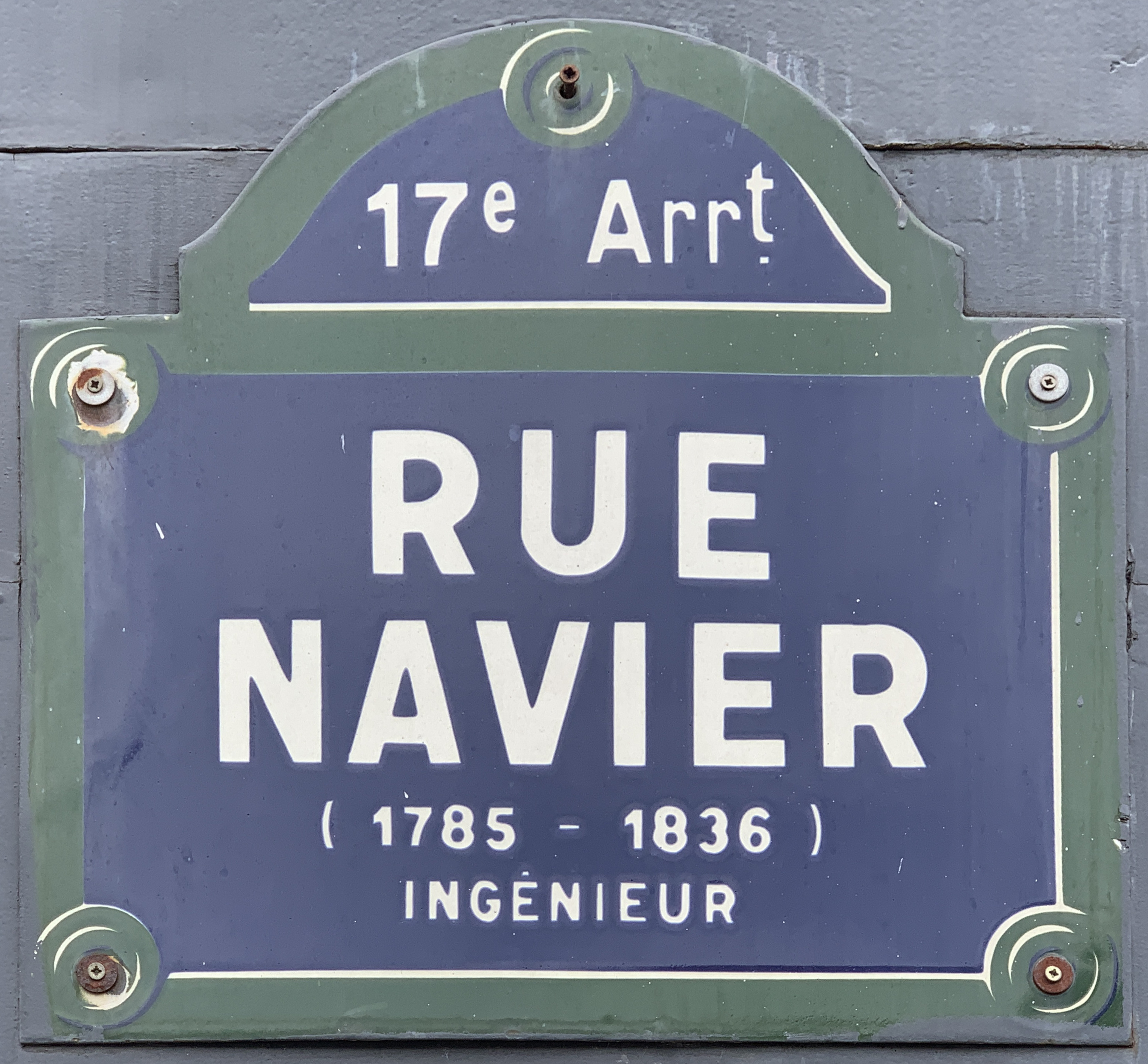
Plaque de la rue.

Elle honore la mémoire de l'ingénieur Henri Navier (1785-1836).

## Historique
La rue a été ouverte en 1857 lors de la construction de la ligne de Petite Ceinture. Elle se trouvait alors sur la commune de Batignolles-Monceau.

## Bâtiments remarquables et lieux de mémoire
- Le square Jean-Leclaire y a un accès à partir de la rue Jacques-Kellner.
- No 32 : immeuble Nord-Beauséjour, réalisation des architectes Arthur-Georges Héaume et Alexandre Persitz[1].